# ベイラム (小惑星)
ベイラム (3749 Balam) は小惑星帯にある小惑星。エドワード・ボーエルがローウェル天文台で発見した。
いくつかの彗星や小惑星を発見したカナダの天文学者デイヴィッド・D・ベイラム（バラム、バーラムとも表記）に因んで名付けられた。
ベイラムは直径約7kmと比較的小さいにもかかわらず、2つの衛星が見つかっている。1個目の衛星は2002年2月8日にマウナケアのジェミニ北望遠鏡で発見された。2個目の衛星は2007年7月15日から10月19日にかけて測定された光度曲線の分析から発見され、2008年3月の国際天文学連合回報8928号で公表さられた。
| 名前             | 名前             | 直径 （km） | 軌道 傾斜角 （度） | 離心率      | 軌道 半長径 (km) | 公転 周期 （日） |
| ---------------- | ---------------- | ----------- | ------------------ | ----------- | ---------------- | ---------------- |
| S/2002 (3749) 1  | S/2002 (3749) 1  | 1.5         | ?                  | 0.15 ± 0.15 | 310 ± 20         | 110 ± 25         |
| S/2007? (3749) 1 | S/2007? (3749) 1 | ~3          | ?                  | ?           | ~20              | 1.39             |